# NASTRAN
NASTRAN це програмне забезпечення для аналізу методів скінченних елементів, яке спочатку було розроблене для НАСА в кінці 1960-х років під державним фінансуванням США для аерокосмічної промисловості. The MacNeal-Schwendler Corporation (MSC), був одним з головних і перших розробників загальнодоступною коду NASTRAN. Його вихідний код вбудований в ряд різних програмних пакетів, які використовують у багатьох компаніях.

## NX Nastran
NX Nastran - інструмент для проведення комп'ютерного інженерного аналізу проектованих виробів методом скінченних елементів  від компанії Siemens PLM Software. NX Nastran разом з додатковими вирішувачами призначений для розв'язування як статичних, так і динамічних лінійних і нелінійних задач інженерного аналізу.

### Історія створення
У 1964 році національне агентство з аеронавтики і дослідження космічного простору США (NASA) для підтримки проектів, пов'язаних з космічними дослідженнями і, зокрема, для проведення аналізу і проектування засобів виведення ракети носія «Сатурн V», - ставить завдання розробки програмного пакета для проведення скінченно-елементного аналізу виробів. Випуск першої комерційної версії пакету програм NASTRAN (NASA STRuctural ANalysis) відбувся в 1972 році. Однією з компаній, які брали участь в розробці, була MSC (MacNeal-Schwendler Corporation). У 2003 році компанія UGS придбала вихідний код програми у MSC.Software, середовище і права для подальшої розробки та пропозиції вирішення на ринку. Сучасне рішення від компанії Siemens PLM Software - вирішувач NX Nastran. 

### Опис
Вирішувач NX Nastran забезпечує виконання повного набору інженерних розрахунків, включаючи розрахунок напружено-деформованого стану, власних частот і форм коливань, аналіз стійкості, рішення задач теплопередачі, дослідження сталих і несталих процесів, нелінійних статичних процесів, нелінійних динамічних перехідних процесів, аналіз частотних характеристик, відгуку на динамічний і випадковий вплив.
Вирішувач NX Nastran доступний спільно з інженерними системами для підготовки розрахункових моделей NX і Femap або у вигляді самостійного застосування, використовуваного на спеціально виділених CAE-серверах або високопродуктивних обчислювальних кластерах з будь-якими сумісними інструментами обробки NX Nastran.
Система NX Nastran поширена в таких галузях промисловості, як аерокосмічна, автомобільна, суднобудування, важке машинобудування, медицина і товари народного споживання, забезпечуючи аналіз напружень, вібрацій, довговічності, передачі тепла, шуму, акустики і аеропружності. Система забезпечує високий ступінь інтеграції з великим числом CAE додатків.
Пакет засобів розробки NX Nastran SDK надає користувачам програми інструменти розробки, призначені для спрощення використання можливостей NX Nastran у власних клієнтських і галузевих інструментах.
У грудні 2008 року Siemens PLM Software повідомила про те, що за допомогою NX Nastran фахівцям компанії вдалося вирішити складну статичну лінійну просторову задачу механіки деформованого твердого тіла (МДТТ) для крила літака, що знаходиться під дією згинальних навантажень. Для розв'язування задачі була розроблена повномасштабна просторова модель, яка містила близько 98 млн оболонкових і порядку 49 млн просторових скінченних елементів. Загальна кількість рівнянь - близько 500 млн. Час розрахунку склав менше 18-ти годин на восьмиядерному сервері IBM Power 570.
NASTRAN, перш за все, вирішувач для аналізу методом скінченних елементів. Він не має функціональності, яка дозволяє графічно будувати моделі або сітки. Всі вхідні і вихідні дані в програмі у вигляді текстових файлів. Однак багаторазові постачальники програмного забезпечення на ринку постпроцесора, призначені для спрощення побудови моделі скінченних елементів і аналізу результатів. Ці програмні засоби включають в себе функціональні можливості для імпорту і спрощення геометрії CAD, сітки з скінченними елементами, а також застосовувати навантаження і обмеження. Інструменти дозволяють користувачеві представити аналіз на NASTRAN, та імпортувати результати і показати їх графічно. У доповненні і можливості подальшої обробки, кілька виробників Nastran інтегрували більш складні нелінійні можливості в свій продукт.

## Можливості NASTRAN
Наступні опції програмного забезпечення, на основі NASTRAN вихідного коду доступні:
- MSC Nastran
- NASTRAN-XMG (MSC Software)
- NEi Nastran (ПК / Linux-версія оригінального NASTRAN вихідного коду)
- NX Nastran (придбана компанією Siemens PLM Software ребрендинг для Siemens NX (Unigraphics))

- Nastran поширюється Фондом відкритого каналу

- MSC Nastran

MSC Nastran оригінальний комерційний Nastran як продукт започаткував д-р Річард Макніл в 1963 році MSC Nastran широко використовується для проведення структурного аналізу. Незважаючи на те, що він використовується в усіх галузях промисловості, він сильний в аерокосмічній і автомобільній промисловості для виконання обчислювальних напружень і деформацій, аналіз компонентних моделей і системного рівня структур. З 1963 року MSC Nastran продовжує розвиватися і розширювати можливості по динаміці, роторній динаміці, нелінійної, теплової, ударостійкої, NVH, рідини структурного інтерактивного аналізу. Сьогодні це пари з MSC Marc і LS-Dyna, щоб забезпечити високі нелінійні рішення в поєднанні з аналізом.

## NASTRAN-XMG
Побудований з того ж базового коду, що і оригінальне програмне забезпечення NASTRAN, яке створено НАСА, включає в себе оригінальну архітектуру Nastran і  мову DMAP, NASTRAN-XMG надає необмежені ресурси вирішення проблеми, високошвидкісні технології  і підструктурні варіанти аналізу. Основним засновником компанії є д-р Річард Х. Макніл.

## NEi NASTRAN
NEi Nastran є вирішувачем методу скінченних елементів загального призначення, використовується для аналізу лінійних і нелінійних напружень, динаміки і характеристик теплопередачі структур і точної механіки. Він доступний на різних платформах, в тому числі 32/64-бітних ОС Windows і Linux. Це програмне забезпечення було придбано Autodesk в травні 2014 р.

## NX NASTRAN
Антимонопольне врегулювання дозволило в 2003 році безоплатну покупку, безстрокову ліцензію для вихідного коду MSC.Nastran 2001 UGS. UGS раніше підрозділ Unigraphics EDS. Можливості CAE Nastran були додані в інші компоненти  CAD NX Unigraphics, щоб сформувати EDS / UGS PLM Solutions  - це набір для управління життєвим циклом. Ця лінія продукту була придбана SIEMENS в 2007 році і стала Siemens PLM Software.
NX Nastran є частиною програмного пакету Simcenter 3D Siemens PLM Software.

## OCF NASTRAN
І джерело і бінарні копії Nastran доступні з фонду відкритого каналу за щорічну плату за ліцензію. Це було частиною дистрибутиву NASA COSMIC Collection від центру National Technology Transfer Center. Вона була опублікована в червні 2015 року на GitHub, https://github.com/nasa/NASTRAN

## Off-shoots
Успіх NASTRAN призвів до розвитку багатьох інших програм для розв'язування методом скінченних елементів. Одна з таких програм є ASTROS, що розширює можливості типу Nastran включає структурну оптимізацію. В даний час ASTROS підтримується Zona Technology.

## Competition
В даний час існує безліч комерційно доступних продуктів FEA, деякі з них вміють читати формат введення Nastran, хоча і не носять ім'я Nastran. Багато з них перераховані в списку програмних пакетів методів скінченних елементів.